# Canton (South Dakota)
Canton is een plaats (city) in de Amerikaanse staat South Dakota, en valt bestuurlijk gezien onder Lincoln County.

## Demografie
Bij de volkstelling in 2000 werd het aantal inwoners vastgesteld op 3110.
In 2006 is het aantal inwoners door het United States Census Bureau geschat op 3221, een stijging van 111 (3,6%).

## Geografie
Volgens het United States Census Bureau beslaat de plaats een oppervlakte van
7,7 km², waarvan 7,6 km² land en 0,1 km² water. Canton ligt op ongeveer 387 m boven zeeniveau.

## Geboren
- Ernest Lawrence (1901-1958), natuurkundige en Nobelprijswinnaar (1939)
- Tim Johnson (1946-2024), politicus

## Plaatsen in de nabije omgeving
De onderstaande figuur toont nabijgelegen plaatsen in een straal van 24 km rond Canton.